# ساکاموتو شوگو
ساکاموتو شوگو ((به ژاپنی: 阪本 奨悟 Sakamoto Shōgo)؛ زادهٔ ۱۳ ژوئن ۱۹۹۳) یک هنرپیشه، خواننده-ترانه‌سرا، و بازیگر سینما اهل ژاپن است.